# NGC 7288
NGC 7288 (другие обозначения — PGC 68933, MCG -1-57-13, MK 912, IRAS22256-0308) — галактика в созвездии Водолей.
В галактике наблюдается повышенное ультрафиолетовое излучение, и потому её относят к галактикам Маркаряна. Причиной является всплеск звездообразования из-за взаимодействия с соседними галактиками.
Этот объект входит в число перечисленных в оригинальной редакции «Нового общего каталога».